# Денеб
Дене́б (α Cyg / α Cygni / Альфа Лебедя) — самая яркая звезда в созвездии Лебедя и двадцатая по яркости звезда в ночном небе, с видимой величиной +1,25m; одна из самых больших по размеру и по светимости известных звёзд класса А. Вместе со звёздами Вега и Альтаир Денеб образует «летне-осенний треугольник», который виден в Северном полушарии в летние и осенние месяцы.

## Расстояние и физические характеристики

Звезда Денеб (слева) в сравнении с Солнцем

Денеб входит в число самых больших по светимости звёзд, известных науке. Диаметр Денеба примерно равен диаметру земной орбиты (≈300 миллионов километров). Абсолютная звёздная величина Денеба оценивается в −6,95m, что делает Денеб первой или, может быть, второй (неопределённость связана с неточностями в определении расстояний) после Ригеля звездой по светимости из 25 самых ярких звёзд земного неба.
Точное расстояние до Денеба по сей день остаётся причиной споров. Большинство звёзд, находящихся от Земли на таком же расстоянии, не видны невооружённым глазом, и могут быть идентифицированы только по каталогу, при условии, что они вообще известны. На различных интернет-ресурсах можно найти значения от 1340 до 3200 световых лет. Следует отметить, что при определении точных расстояний в этом промежутке существуют значительные сложности, так как звёзды на таком удалении имеют ничтожно малый параллакс. Более того, неточность в определении расстояния вызывает ошибки в вычислении других параметров звезды.
Последние уточнения параллакса дают оценку расстояния от 1340 до 1840 световых лет с наиболее вероятной величиной 1550 световых лет.
Оценка светимости Денеба колеблется от 60 000 до 250 000 светимостей Солнца (последнее значение — при расстоянии в 3200 световых лет). Если бы Денеб был точечным источником света на том же расстоянии от Земли, что и Солнце, то он был бы гораздо ярче, чем большинство промышленных лазеров. За один день он излучает больше света, чем Солнце за 140 лет. Будь он на таком же расстоянии, как Сириус, он был бы ярче полной Луны.
Исходя из измерений температуры, светимости и углового диаметра (около 0,0025″), можно сделать вывод, что диаметр Денеба больше диаметра Солнца в 210 раз. Если его поместить в центр Солнечной системы, то он будет простираться до орбиты Земли.
Зона обитаемости у Денеба из-за огромной светимости не может быть ближе 258 а. е., что в восемь с лишним раз больше, чем среднее расстояние от Солнца до Нептуна, самой отдалённой планеты Солнечной системы. Как раз ожидается, что именно из-за большой светимости граница протопланетного диска сдвигается дальше от звезды, что позволяет планетам образоваться в зоне обитаемости даже яркой звезды.
Температура на поверхности Денеба, звезды спектрального класса A2, достигает 8400 кельвинов. И хотя светимость Денеба постоянная, его спектральный класс слегка изменчив.
Масса Денеба считается равной 15—25 солнечных. Так как Денеб является сверхгигантом, то из-за его высокой температуры и массы можно заключить, что продолжительность жизни у него короткая, и через пару миллионов лет он станет сверхновой. В его ядре уже прекратились термоядерные реакции с участием водорода и он может сколлапсировать в нейтронную звезду.
Ежегодно Денеб теряет до 0,8 миллионной части солнечной массы в виде звёздного ветра. Это в сто тысяч раз больше аналогичного показателя Солнца.

## Название
Название «Денеб» происходит от араб. ذنب الدجاجة‎ (занаб ад-даджаджа) — «хвост птицы». Созвездие Лебедя, где находится звезда, по-арабски называется ад-Даджаджа (араб. الدجاجة‎). Схожие с «Денеб» имена были даны, по крайней мере, семи звёздам, например, Денеб Кайтос — ярчайшая звезда в созвездии Кита, или Денебола — вторая по яркости звезда в созвездии Льва.
Денеб также носил и другие имена: Arided, Aridif, Arrioph, Os rosae, Uropygium, Gallina. Этимология этих названий спорна.

## Мифология
В китайской любовной истории Ци Си Денеб символизирует мост через Млечный Путь, который позволяет влюблённым Ню Лан (Альтаир) и Чжи Нюй (Вега) воссоединяться одной ночью в году, приходящейся на конец лета. По другой версии истории, Денеб — фея, выступающая в роли дуэньи при встрече влюблённых на этом мосту. Происхождение мифа связано с тем, что Денеб вместе с Вегой и Альтаиром входит в яркий астеризм — Летне-осенний треугольник, пересекающий Млечный Путь.